# Влада Аустрије
Влада Аустрије (њем. Österreichische Bundesregierung - Аустријска савезна влада) је извршни кабинет Републике Аустрије. Састоји се од канцелара, који је шеф владе, потпредсједника и министара .

## Номинације
Од реформе аустријског Устава из 1929. године све чланове федералне владе именује савезни федерални предсједник Аустрије. Пошто Федерална влада мора да одржи поверење парламента, председник генерално мора да се придржава вољи тог тела у свом именовању. У пракси, лидер најјаче политичке странке, која је на парламентарним изборима учествовала као "канцеларски кандидат", обично се пита да постане федерални канцелар, иако је било неких изузетака. Министре предлаже за именовање канцелара, иако је предсједнику дозвољено да ускрати своје одобрење. Исто тако, предсједник може у било које вријеме смијенити канцелара и/или цијелу владу. Ако се то догоди, партије које контролишу парламент морају формирати нову владу.

## Функционисање
Влада се често сазва на састанке. Када се формално сазове као таква, влада се назива Вијећем министара (њем. Ministerrat), што је еквивалентно ријечи "кабинет". Канцелар предсједава састанцима кабинета као први међу једнакима без овлаштења за одлучивање, без обзира на његово право на приједлог о именовању чланова владе од стране предсједника. Кабинет усваја резолуције у присуству најмање половине својих чланова и, према одлуци аустријског Уставног суда, једногласно - посебно при приједлогу закона за Национално вијеће. Сваки федерални министар је такође одговоран за своје министарство и може да му у томе помогне један или више државних секретара, који такође учествују на састанцима кабинета. Државни секретари се не сматрају члановима владе и немају право гласа на састанцима кабинета.

## Тренутна влада
Садашња влада Аустрије је коалициона влада коју је формирала аустријска народна странка (ОВП) и странка Зелених Аустрије. Мандатар је Карл Нехамер. Канцелар и министри владе положили су заклетву председнику Александру Фан дер Белену 6. децембра 2021. године.

## Историјски

### Прва република
Након распада Аустроугарске монархије, 30. октобра 1918. привремена национална скупштина Њемачке-Аустрије изабрала је извршно државно вијеће (Staatsrat), који је сам именовало државну владу са социјалдемократским политичарем Карлом Ренером на челу Државне службе. Ренерово министарство састављено је од представника три главне политичке странке - Социјалдемократа, Хришћанске социјалне партије (ЦС) и њемачких националиста ( Велика Њемачка) - према доктрини Пропорц. Као вршилац дужности извршног органа, остао је на функцији све док Уставна скупштина Аустријске прве републике 15. марта 1919. није изабрала Ренерову другу владу, коалициону владу социјалдемократских и хришћанских социјалних министара.
Државни канцелар Ренер потписао је споразум у Сен Жермену, након чега је његов кабинет пензионисан у цијелости. Поново изабран од стране Уставне скупштине 17. октобра 1919. године, његов трећи кабинет је коначно поништен распадом коалиције СПО-ЦС 7. јула 1920. године. Ренера је наслиједио хришћански социјални политичар Михаел Мајр, који је са почетком важења Аустријског устава 10. новембра 1920. постао први савезни канцелар Аустрије. Мајр и његови наследници наставили су са подршком Хришћанске Социјалне Партије и Великоњемачких националиста, док су социјалдемократе остале у опозицији.
Од 5. марта 1933. па надаље, хришћански социјални канцелар Енгелберт Долфус је наставио владати потискивањем парламента Националног вијећа. Током аустријског грађанског рата срушио је опозицију, а 1. маја 1934. успоставио је ауторитарну федералну државу Аустрију. Забрањене су све политичке партије, изузев Очевског фронта који подржава Долфусову аустрофашистичку владу. Федерална влада је 13. марта 1938. престала са радом у Аншлусу (припајање Аустрије у нацистичкој Немачкој).

### Друга република
Дана 27. априла 1945. привремена аустријска влада националног јединства, поново под државним канцеларом Карлом Ренером, прогласила је Аншлус ништавним. Он је припремио изборе за Аустријски национални савет одржане 25. новембра. 20. децембра 1945. године, аустријски устав је званично поново донесен, а оснивач ОВП-а Леополд Фигл формирао је прву послијератну федералнз владу.

## Листа аустријских влада и њихових руководстава од 1945. године:
| Владе Аустрије | |  |              |                                        |                             |                                                        |                             |              |  |
| | |  | Име владе    | Трајање владе                          | Канцелар                    | Вицеканцелар                                           | Партије које су учествовале | Избори       |  |
| | |  | Ренер        | 27. април 1945 - 20. децембар 1945     | Карл Ренер1                 | N/A                                                    | ÖVP, SPÖ, KPÖ               | није их било |  |
| | |  | Фигл I       | 20. децембар 1945 - 8. новембар 1949   | Леополд Фигл (ÖVP)          | Адолф Шерф (SPÖ)                                       | ÖVP, SPÖ, KPÖ               | 1945         |  |
| | |  | Фигл II      | 8. новембар 1949. - 28. октобар 1952   | Леополд Фигл (ÖVP)          | Адолф Шерф (SPÖ)                                       | ÖVP, SPÖ                    | 1949         |  |
| | |  | Фигл III     | 28. октобар 1952. - 2. април 1953      | Леополд Фигл (ÖVP)          | Адолф Шерф (SPÖ)                                       | ÖVP, SPÖ                    | 1949         |  |
| | |  | Раб I        | 2. април 1953 - 29. јун 1956           | Јулијус Раб (ÖVP)           | Адолф Шерф (SPÖ)                                       | ÖVP, SPÖ                    | 1953         |  |
| | |  | Раб II       | 29. јун 1956. - 16. јул 1959           | Јулијус Раб (ÖVP)           | Адолф Шерф (SPÖ), Бруно Питерман (SPÖ)²                | ÖVP, SPÖ                    | 1956         |  |
| | |  | Раб III      | 16. јул 1959. - 3. новембар 1960       | Јулијус Раб (ÖVP)           | Бруно Питерман (SPÖ)                                   | ÖVP, SPÖ                    | 1959         |  |
| | |  | Раб IV       | 3. новембар 1960 - 11. април 1961      | Јулијус Раб (ÖVP)           | Бруно Питерман (SPÖ)                                   | ÖVP, SPÖ                    | 1959         |  |
| | |  | Горбах I     | 11. април 1961 - 27. март 1963         | Алфонс Горбах (ÖVP)         | Бруно Питерман (SPÖ)                                   | ÖVP, SPÖ                    | 1959         |  |
| | |  | Горбах II    | 27. март 1963 - 2. април 1964          | Алфонс Горбах (ÖVP)         | Бруно Питерман (SPÖ)                                   | ÖVP, SPÖ                    | 1962         |  |
| | |  | Клаус I      | 2. април 1964 - 19. април 1966         | Јозеф Клаус (ÖVP)           | Бруно Питерман (SPÖ)                                   | ÖVP, SPÖ                    | 1962         |  |
| | |  | Клаус II     | 19. април 1966 - 21. април 1970        | Јозеф Клаус (ÖVP)           | Фритз Бок (ÖVP), Херман Витхалм(ÖVP)³                  | ÖVP                         | 1966         |  |
| | |  | Крајски I    | April 21, 1970 – November 4, 1971      | Бруно Крајски (SPÖ)         | Рудолф Хаусер (SPÖ)                                    | SPÖ                         | 1970         |  |
| | |  | Крајски II   | 4. новембар 1971. - 28. октобар 1975   | Бруно Крајски (SPÖ)         | Рудолф Хаусер (SPÖ)                                    | SPÖ                         | 1971         |  |
| | |  | Крајски III  | 28. октобар 1975. - 5. јуни 1979       | Бруно Крајски (SPÖ)         | Рудолф Хаусер (SPÖ), Ханес Андрош (SPÖ)4               | SPÖ                         | 1975         |  |
| | |  | Крајски IV   | 5. јун 1979. - 24. мај 1983            | Бруно Крајски (SPÖ)         | Ханес Андрош (SPÖ), Фред Синовац (SPÖ)5                | SPÖ                         | 1979         |  |
| | |  | Синовац      | 24. мај 1983. - 16. јуни 1986          | Фред Синовац (SPÖ)          | Норберт Шегар (FPÖ)                                    | SPÖ, FPÖ                    | 1983         |  |
| | |  | Враницки I   | 16. јун 1986. - 21. јануар 1987        | Франц Враницки (SPÖ)        | Норберт Шегар (FPÖ)                                    | SPÖ, FPÖ                    | 1983         |  |
| | |  | Враницки II  | 21. јануар 1987. - 17. децембар 1990   | Франц Враницки(SPÖ)         | Алојз Мок (ÖVP), Јозеф Риглер (ÖVP)6                   | SPÖ, ÖVP                    | 1986         |  |
| | |  | Враницки III | 17. децембар 1990. - 29. новембар 1994 | Франц Враницки (SPÖ)        | Јозеф Риглер (ÖVP), Ерхард Бусек (ÖVP)7                | SPÖ, ÖVP                    | 1990         |  |
| | |  | Враницки IV  | 29. новембар 1994. - 12. март 1996     | Франц Враницки (SPÖ)        | Ерхард Бусек (ÖVP), Волфганг Шисел (ÖVP)8              | SPÖ, ÖVP                    | 1994         |  |
| | |  | Враницки V   | 12. март 1996. - 28. јануар 1997       | Франц Враницки (SPÖ)        | Волфганг Шисел (ÖVP)                                   | SPÖ, ÖVP                    | 1995         |  |
| | |  | Клима        | 28. јануар 1997. - 4. фебруар 2000     | Виктор Клима (SPÖ)          | Волфганг Шисел (ÖVP)                                   | SPÖ, ÖVP                    | 1995         |  |
| | |  | Шисел I      | 4. фебруар 2000. - 28. фебруар 2003    | Волфганг Шисел (ÖVP)        | Сузане Рајс-Пасер (FPÖ)                                | ÖVP, FPÖ                    | 1999         |  |
| | |  | Шисел II     | 28. фебруар 2003. - 11. јануар 2007    | Волфганг Шисел (ÖVP)        | Херберт Хаупт (FPÖ), Хуберт Горбах (FPÖ/BZÖ)9          | ÖVP, FPÖ, BZÖ               | 2002         |  |
| | |  | Гузенбауер   | 11. јануар 2007. - 2. децембар 2008    | Алфред Гузенбауер (SPÖ)     | Вилхелм Молтара (ÖVP)                                  | SPÖ, ÖVP                    | 2006         |  |
| | |  | Фајман I     | 2. децембар 2008. - 16. децембар 2013. | Вернер Фајман (SPÖ)         | Јозеф Прол (ÖVP), Михаел Шинделегер (ÖVP)10            | SPÖ, ÖVP                    | 2008         |  |
| | |  | Фајман II    | 16. децембар 2013. - 17. мај 2016.     | Вернер Фајман (SPÖ)         | Михаел Шинделегер (ÖVP)                                | SPÖ, ÖVP                    | 2013         |  |
| | |  | Керн         | 18. мај 2016. - 18. децембар 2017      | Кристијан Керн (SPÖ)        | Рајнхолд Митарлена (ÖVP), Волфганг Брандстетер (ÖVP)11 | SPÖ, ÖVP                    | 2013         |  |
| | |  | Курц I       | 18. децембар 2017. - 28. мај 2019      | Себастијан Курц (ÖVP)       | Хајнц Кристијан Штрахе (FPÖ), Хартвиг Логер (ÖVP)      | ÖVP, FPÖ                    | 2017         |  |
| | |  | Биерлејн     | 3. јун 2019. - 7. јануар 2020          | Брижит Биерлејн (независна) | Клеменс Јаблонер (независан)                           | Независни                   | 2017         |  |
| | |  | Курц II      | 7. јануар 2020. - актуални             | Себастијан Курц (ÖVP)       | Вернер Коглер (Grüne)                                  | ÖVP, Grüne                  | 2019         |  |
| | |  | Шаленберг    | 11. октобар 2021.– 6. децембар 2021    | Александер Шаленберг (ÖVP)  | Вернер Коглер (Grüne)                                  | ÖVP, Grüne                  | 2021         |  |
| | |  | Нехамер      | 6. децембар 2021. – актуални           | Карл Нехамер (ÖVP)          | Вернер Коглер (Grüne)                                  | ÖVP, Grüne                  | 2021         |  |
| Биљешке 1. Карл Ренер радио је само као надзорник привремене владе. 2. Када је Адолф Шерф изабран за предсједника Аустрије, Бруно Питерман је изабран за вицеканцелара од 22. маја 1957. године. 3. Од 19. јануара 1968. године Херман Витхелм је био вицеканцелар. 4. Рудолф Хаусер је био вицеканцелар до 30. септембра 1976. године. Од 1. октобра 1976. године, Ханес Андрош је био вицеканцелар. 5. Фред Синовац био је вицеканцелар од 20. јануара 1981. године. 6. До 24. априла 1989. Алојз Мок је био вицеканцелар. Од 24. априла 1989. године, Јозеф Риглер је био вицеканцелар. 7. Од 2. јула 1991. године, Ерхард Бусек је био вицеканцелар. 8. Од 4. маја 1995. Волфганг Шисел је био вицеканцелар. 9. До 20. октобра 2003. године, Херберт Хаупт је био вицеканцелар. Од 21. октобра 2003. године, Хуберт Горбах је био вицеканцелар. До 17. априла 2005. Горбахова партијска припадност била је ФПО, а затим БЗО. 10. До 20. априла 2011. године, Јосеф Прол је био вицеканцелар. Од 21. априла 2011. године, Михаел Шпинделегер је био вицеканцелар. 11. До 17. маја 2017. године, Рајнхолд Митерленер је био вицеканцелар. Од 17. маја 2017. године, Волфганг Брандштетер је био вицеканцелар. | |  |              |                                        |                             |                                                        |                             |              |  |
| | |  |              |                                        |                             |                                                        |                             |              |  |
| | Традиционалне боје |  |              |                                        |                             |                                                        |                             |              |  |
| | Аустријска народна партија (Österreichische Volkspartei, ÖVP)                                                               |  |              |                                        |                             |                                                        |                             |              |  |
| | Социјалдемократска партија Аустрије (Sozialdemokratische Partei Österreichs, SPÖ), до 1991: Социјалистичка партија Аустрије |  |              |                                        |                             |                                                        |                             |              |  |
| | Комунистичка партија Аустије (Kommunistische Partei Österreichs, KPÖ)                                                       |  |              |                                        |                             |                                                        |                             |              |  |
| | Слободарска партија Аустрије (Freiheitliche Partei Österreichs, FPÖ)                                                        |  |              |                                        |                             |                                                        |                             |              |  |
| | Алијанса за будућност Аустрије (Bündnis Zukunft Österreich, BZÖ)                                                            |  |              |                                        |                             |                                                        |                             |              |  |
| | Зелени Аустрије (Die Grünen – Die Grüne Alternative, GRÜNE)                                                                 |  |              |                                        |                             |                                                        |                             |              |  |
| Извор: Kanzler und Regierungen seit 1945. Федерална служба канцелара Аустрије Web Site. Беч, Федерална служба канцелара Аустрије 2022. Њемачки Енглески | |  |              |                                        |                             |                                                        |                             |              |  |